# Супинский, Антон Казимирович

## Биография
Антон Казимирович Супинский был этнографом, работал заведующим белорусского сектора Этнографического музея в Ленинграде. Автор научных исследований по этнографии Беларуси и Русского Севера. Исследовал жилища, курганы, быт и традиции крестьян. Стоял у истоков советской этнографии и музееведения. Был приверженцем псевдо-лингвистической теории Н. Я. Марра, посвященной поиску магического в традициях, языке и верованиях.
22 июня 1937 году был арестован по обвинению в антисоветской пропаганде вместе с директором музея Николаем Талановым (который впоследствии был расстрелян). Отбыл 8 лет в трудовом лагере в поселении Ерцево Архангельской области.
После освобождения в 1945 Супинский выехал в Череповец, где работал в пединституте. В 1947 в Ленинграде в Этнографическом музее защитил кандидатскую по теме “Этнографические памятники жилища лесной зоны СССР”. По состоянию на август 1956 жил в Сыктывкаре. После реабилитации в 1956 году вернулся в Ленинград, жил на Фонтанке. Умер в 1957 году.

## Образование
- Витебский педагогический институт и архитектурный институт в Минске (1922)
- Витебское отделение Московского археологического института (1922)
- Академия истории материальной культуры (1931)

## Работа
1914 г. – Супинский начал работать народным учителем в Пинском уезде Минской губернии.
В 1915 Супинский был призван в армию и ушел на фронт. 

С 1918 по 1919 гг. служил в Красной армии.
1919-1922 гг. – начальник 1-й Витебской караульной команды, а впоследствии и комендант 4-го района г. Витебска.
1922-1928 гг. – преподаватель обществоведения и заведующий 7-й Витебской семилетней школы.
1930-1931 гг. – научный сотрудник 2 разряда Института по изучению народов СССР (ИПИН) (зав. Белорусским сектором).
1930-1937 гг. – заведующий этнографическим отделом Русского музея (Белорусский отдел).
1931-1933 гг. – научный сотрудник 1 разряда ИПИН.
1932-1937 гг. – работал в редакции журнала «Советская этнография».
1945-1949 гг. – сотрудник Череповецкого учительского института и Череповецкого краеведческого музея.
1949-1951 гг. – научный сотрудник в Коми филиале АН СССР.

## Основные труды
- «Понёва» и «вставка» в белорусской женской одежде (К вопросу об их культовом происхождении) // Советская этнография. 1932. № 2. С. 102—136.
- Белоруссы: Пробная статья справочника «Народы СССР». Л.: изд. и тип. изд-ва Акад. наук СССР, 1932.
- Белоруссия и БССР: (Путеводитель по выставке Гос. этногр. музея). Гос. этногр. музей. Л.: Гос. этногр. музей, 1934.
- Очерк истории одежды у белорусов // Советская этнография. 1934. № 3. С. 105—106.
- Растениеводы – участники сельскохозяйственных выставок Коми АССР. Сыктывкар: Коми кн. изд-во, 1956.

### Критика
В 1932 г. А.К. Супинский совместно с А.Я. Дуйсбург и И.Ф. Фрейберг подготовил в музее экспозицию «Белоруссия и БССР». Одновременно он издал путеводитель по этой выставке. Экспозиция подверглась резкой критике как пример неправильного показа социалистического строительства, особенно за неисторичность и показ верований. В газете «Ленинградская правда» в статье «Антисоветская пропаганда в этнографическом музее» от 27 июня 1937 г. белорусская выставка фигурировала как один из основных примеров клеветы и искажения советской действительности.

## Арест
Задержан 22 июня 1937, содержался в ДПЗ на Шпалерной вместе с задержанным по этому делу Талановым Николаем Георгиевичем (1897-1937).
Задержание и арест обоих связывают с публикацией от 27 июня 1937 г. в газете «Ленинградская правда» (номер 146 (6732) стр. 3) статьи «Антисоветская пропаганда в этнографическом музее» (автор И.Трускинов, работник Дзержинского райкома).
Изначально дело Супинского и Таланова было общим, ходатайство о продлении сроков следствия составлено на Таланова и Супинского. Затем 27 ноября 1937 дело Супинского было выделено в отдельное производство. Ходатайство подписали Рубенчик  П. А. и Патров Б. Ф.
Супинского обвинили в том, что "будучи заведующим отделом Этнографического музея совершенно сознательно в своих экспозициях в контрреволюционных целях, извратив данные о колхозном строительстве БССР показывал её отсталой деградирующей республикой... В 1935 году дал интервью приезжавшему в СССР финскому ученому Тальгрену, который по приезде в Финляндию написал клеветническую книгу о СССР, где ссылался на Супинского. В разговорах с сотрудником музея Сальмонтом распространял клевету на руководство ВКП(б) и Советское правительство" (АУД П-14665, л. 34 - обвинительное заключение).
Виновным себя не признал, показаний ни на кого не дал. Был приговорен к 8 годам исполнительно-трудовых лагерей, которые провёл в Каргопольлаге, Архангельская область.
Оригинал справки о реабилитации, переписку о реабилитации с государственными органами и семейный архив в 2016 году передала дочь Супинского в Отдел рукописей РНБ.

## Семья
Супинский женился с Басей Менделевной (Берта Михайловна) в 1930-х. Она умерла в 1939 году, когда Супинский уже был арестован. Брат Виктор Казимирович служил в РККА, капитан, воевал в партизанском отряде. В 1943 был тяжело ранен, награждён медалью.
Со второй женой, медсестрой из лагеря, Антон Супинский вернулся в Череповец, где они стали жить вместе с приёмной дочерью Галочкой.
Дочь Супинского Ирина Антоновна – это последняя жена композитора Шостаковича. Дочь родилась незадолго до ареста отца. Согласно её воспоминаниям, семья жила в квартирах музея, Инженерная ул. 4/1 кв 3. После ареста отца семью не выселили, они жили там до эвакуации из блокадного Ленинграда в 1942 году. После смерти матери попала в семью родственников матери в Москве. Училась в одном классе с Еленой Шаламовой, дочерью Варлама Шаламова, писателя, автора "Колымских рассказов".